# Manuscrisul fanariot
Manuscrisul fanariot este un roman de Doina Ruști, apărut în 2015 la Editura Polirom.

## Rezumat
Romanul transpune o poveste adevărată, găsită într-un manuscris, datat 1796, despre dragostea croitorului Leun pentru Maiorca.

## Critice
„Manuscrisul fanariot este un festin al prozei istorice. Cladit din detalii rare de epoca si din impulsul de a salva, cu mijloacele fictiunii, un crimpei de poveste reala, dezgropat de Doina Rusti din arhive, romanul aduce la suprafata o lume veche, cu moravuri specifice si cu o senzualitate care invadeaza fiecare scena. (...) Manuscrisul Doinei Rusti isi merita un loc foarte sus, intre fictiunile care scutura lumi si tulbura inertii literare.” 
Alina Purcaru (1 mai 2015, în Observator cultural nr. 770)